# ペイロニー病
ペロニー病（Peyronie's Disease）、または(形成性)陰茎硬化症（(けいせいせい)いんけいこうかしょう、Plastic induration of penis）は、陰茎に硬結、彎曲を起こす病気。
海綿体やそれを包む白膜、または中隔に硬結を生じ、即ち組織の柔軟性が失われ、勃起時にこの部分が伸展しないため、勃起時の陰茎は病変側に反り返ることとなる。進行すれば勃起不全(解剖学的勃起障害)に至る場合がある。
病名はフランスの医師フランソワ・ジゴ・ド・ラ・ペロニーにちなむ。

## 治療
投薬治療
患部に副腎皮質ホルモンを注射。および経口投与としてビタミンEを処方。
外科的治療
硬結部を切除するアプローチと、反対側を切り詰め彎曲を矯正するアプローチがある。その他、形成外科的アプローチが試みられる場合もある。